# Al Qalam TV
Pour les articles homonymes, voir Qalam (homonymie).
Al Qalam TV (arabe : قناة القلم) est une chaîne de télévision privée, généraliste et arabophone tunisienne considérée comme proche du parti islamiste Ennahdha.
Elle tire son nom d'une sourate, Al Qalam (La Plume). Elle est basée à Sfax.
L'idée de créer la chaîne émerge après la révolution de 2011 à l’initiative du professeur Mohamed Mednini, avant qu'un groupe d'experts, de comptables, d'avocats, d'éducateurs et d'hommes d’affaires se rallient à l'idée. Le 14 janvier 2013, le projet aboutit au démarrage de la phase de test de diffusion. Elle propose une programmation abordant les thèmes sociaux, économiques, culturels, politiques, religieux et artistiques.
Al Qalam TV affirme s'inspirer « dans ses valeurs de l'identité arabo-islamique et du patrimoine culturel tunisien ».
Elle n'est plus diffusée sur aucun satellite à partir du 15 janvier 2014.